# Confitentenlade

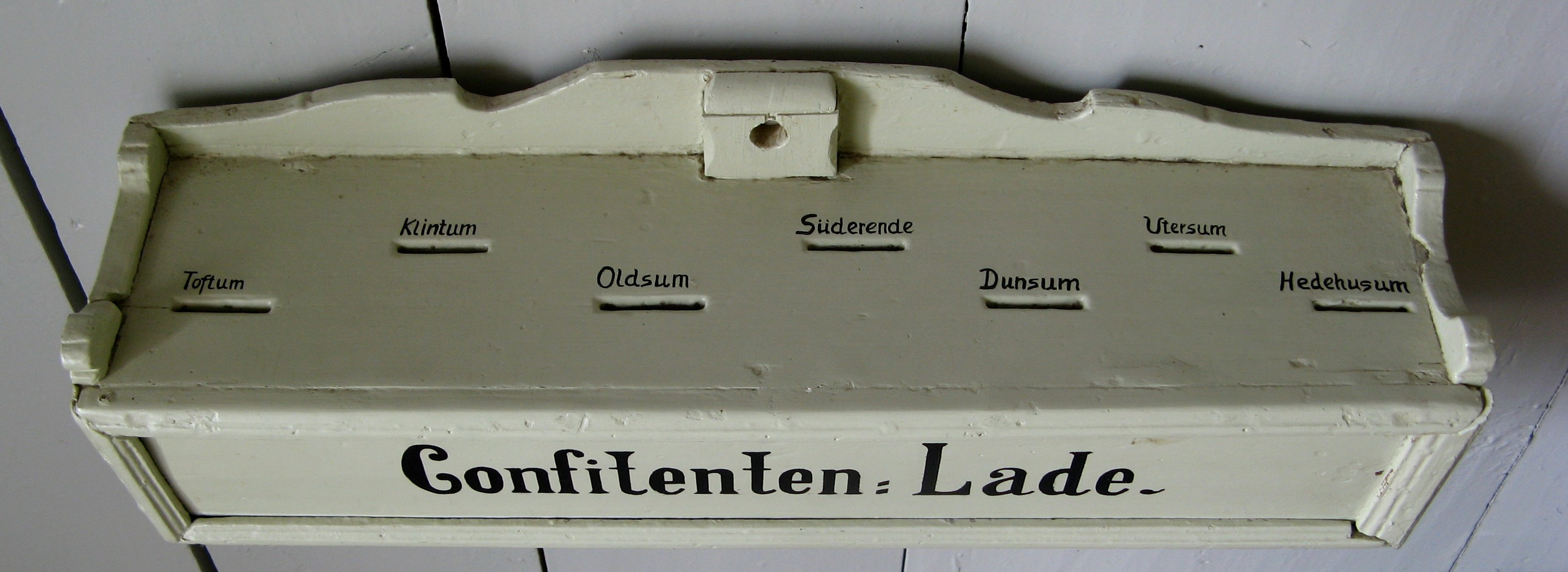
Confitentenlade in der Kirche St. Laurentii in Süderende auf Föhr

Eine Confitentenlade ist ein Ausstattungsstück in norddeutschen evangelisch-lutherischen Kirchen, das bis Anfang des 20. Jahrhunderts in Gebrauch war. Sie besteht aus einer Holzlade mit Einwurfsschlitzen. Hier konnten die Gemeindemitglieder der einzelnen Dörfer, die zu einem Kirchspiel gehören, Zettel mit ihrem Namen einwerfen, wenn sie am Abendmahl teilzunehmen wünschten.
Voraussetzung für diese Teilnahme war die persönliche Beichte; die Lade ist demzufolge als ein Versuch des Pfarrers bzw. Pastors zu sehen, die Beichtgespräche zu koordinieren.
Diese Praxis ist heute in der evangelischen Kirche nicht mehr üblich. Die Beichte wird heute in aller Regel in Form eines gemeinsam gesprochenen Schuldbekenntnisses und in Form der darauf vom Pfarrer folgend ausgesprochenen Lossprechung von den Sünden praktiziert und ist nicht in jedem Fall integraler Bestandteil der Abendmahls-Liturgie.
Confitentenladen sind noch in folgenden Kirchen zu sehen:
- St. Nicolai in Boldixum, Ortsteil von Wyk auf Föhr
- St. Johannis  in Nieblum auf Föhr
- St. Laurentii in Süderende auf Föhr